# П'янково (Ірбітський міський округ)
П'янко́во (рос. Пьянково) — село у складі Ірбітського міського округу Свердловської області.
Населення — 509 осіб (2010, 529 у 2002).
Національний склад населення станом на 2002 рік: росіяни — 95 %.